# Fúzí al-Sehrí
Fúzí al-Sehrí (arabul: فوزي الشهري; Dzsidda, 1980. május 15. –) szaúd-arábiai válogatott labdarúgó.

## Pályafutása

### Klubcsapatban
1998 és 2000 között az El-Kádszíah csapatában játszott. 2000 és 2007 között az El-Áhlí játékosa volt. 

### A válogatottban
2000 és 2002 között 2 alkalommal játszott a szaúd-arábiai válogatottban. Részt vett a 2000-es Ázsia-kupán, ahol ezüstérmet szerzett és tagja volt a 2002-es világbajnokságon szereplő válogatottnak is.

## Sikerei, díjai
Szaúd-Arábia
- Ázsia-kupa döntős (1): 2000